# بنو عجل وحنيفة
بنو عجل وحنيفة هي قبيلة عراقية يبلغ تعداد نفوسها 20 الف نسمة وتنتشر في منطقة ذي قار، تشكلت من حلف قبلي بين بنو عجل وبنو حنيفة.

## النسب
وتنسب إلى عجل وحنيفة أبناء لجيم بن صعب بن علي بن بكر بن وائل بن قاسط بن هنب بن أفصى بن دعمي بن جديلة بن أسد بن ربيعة بن نزار بن معد بن عدنان.

## أقرب القبائل نسباً لبنو عجل وحنيفة
أقرب القبائل العراقية نسباً لقبيلة بنو عجل وحنيفة هي قبيلة بنو شيبان، وقبيلة ربيعة المعاصرة، الأنباريون، الحمدانيون (البوحمدان)، الغرير